# Charles Bukowski
Henry Charles Bukowski Mlađi (Andernach, 16. kolovoza 1920. – San Pedro, 9. ožujka 1994.), američki književnik njemačkih korijena, predstavnik drugog vala beat generacije. Njegov stil pisanja bio je pod velikim utjecajem socijalnog, kulturalnog i gospodarskog ozračja njegovog grada Los Angeles. U svojim radovima opisivao je živote siromašnog čovjeka, alkohol, odnose sa ženama te sve nedostatke i poteškoće posla kao takvoga. Bukowski je napisao na tisuće pjesama, stotine kratkih priča i šest romana, sve u svemu više od šezdeset knjiga.

## Životopis
Rođen kao Heinrich Karl Bukowski u Njemačkoj od oca Heinrich (Henry) Bukowski i majke Katharina (rođena Fett), njegov djed doselio se iz Njemačke u Sjedinjene Američke Države 1880. god. Tijekom svoje rane mladosti bio je sramežljiv i povučen, što je bio rezultat zlostavljanja od strane njegovih vršnjaka i njegovog oca koji ga je tukao. U ranim tinejdžerskim godinama prvi puta dolazi u doticaj s alkoholom koji će ga i kasnije tijekom života definirati kao osobu i pisca-"This [alcohol] is going to help me for a very long time"-kako je sam pisao. Nakon što je maturirao u Los Angeles High School , pohađa Los Angeles City College dvije godine, tijekom kojega uzima kolegije iz umjetnosti, novinarstva i književnosti. 9. ožujka 1994. god. umire u San Pedro od leukemije u 73. godini nedugo nakon završetka svojeg zadnjeg romana Pulp.

## Radovi

### Romani
- Post Office (1971)
- Factotum (1975)
- Žene (1978), ISBN 978-0876853917
- Ham on Rye (1982), ISBN 978-0876855591
- Hollywood, Hollywood! (1989), ISBN 978-0876857656
- Pulp (1994)

### Poezija
- Flower, Fist, and Bestial Wail (1960)
- It Catches My Heart in Its Hands (1963)
- Crucifix in a Deathhand (1965)
- At Terror Street and Agony Way (1968)
- Poems Written Before Jumping Out of an 8 story Window (1968)
- A Bukowski Sampler (1969)
- The Days Run Away Like Wild Horses Over the Hills (1969)
- Fire Station (1970)
- Mockingbird Wish Me Luck (1972), ISBN 978-0876851395
- Burning in Water, Drowning in Flame (1974)
- Scarlet (1976)
- Maybe Tomorrow (1977)
- Love Is a Dog from Hell (1977), ISBN 978-0876853634
- Play the Piano Drunk Like a Percussion Instrument Until the Fingers Begin to Bleed a Bit (1979), ISBN 978-0876854389
- Dangling in the Tournefortia (1981), ISBN 978-0876855263
- War All the Time (book)|War All the Time (1984)
- You Get So Alone at Times That It Just Makes Sense (1986)
- The Roominghouse Madrigals (1988), 978-0876857335
- Septuagenarian Stew: Stories & Poems (1990)
- People Poems (1991)
- The Last Night of the Earth Poems (1992), ISBN 978-0876858653
- Betting on the Muse: Poems and Stories (1996), ISBN 978-1574230024
- Bone Palace Ballet (book)|Bone Palace Ballet (1998)
- What Matters Most Is How Well You Walk Through the Fire. (1999)
- Open All Night (book)|Open All Night (2000)
- The Night Torn Mad with Footsteps (2001)
- Sifting Through the Madness for the Word, the Line, the Way (2003), ISBN 978-0060527358
- The Flash of the Lightning Behind the Mountain (2004)
- Slouching Toward Nirvana (2005)
- Come on In! (2006)
- The People Look Like Flowers at Last (2007)
- The Pleasures of the Damned (2007), ISBN 978-0061228438
- The Continual Condition (2009)

### Kratke novele
- Confessions of a Man Insane Enough to Live with Beasts (1965)
- All the Assholes in the World and Mine (1966)
- Notes of a Dirty Old Man (1969)
- Erections, Ejaculations, Exhibitions, and General Tales of Ordinary Madness (1972) ISBN 978-0-87286-061-2
- South of No North (1973), ISBN 978-0876851906
- Hot Water Music (1983)
- Tales of Ordinary Madness (1983)
- The Most Beautiful Woman in Town (1983)
- Portions from a Wine-stained Notebook: Short Stories and Essays (2008) ISBN 978-0-87286-492-4.
- Absence of the Hero (2010)
- More Notes of a Dirty Old Man (2011)

### Knjige
- Shakespeare Never Did This (1979); expanded (1995)
- The Bukowski/Purdy Letters (1983)
- Screams from the Balcony: Selected Letters (1993)
- Living on Luck: Selected Letters, vol. 2 (1995)
- The Captain Is Out to Lunch and the Sailors Have Taken Over the Ship (1998), ISBN 978-1574230598
- Reach for the Sun: Selected Letters, vol. 3 (1999)
- Beerspit Night and Cursing: The Correspondense of Charles Bukowski and Sheri Martinelli (2001)
- Sunlight here I am: Interviews and encounters, 1963-1993 (2003)

### Filmovi i scenariji
- Barfly (1984)
- Bukowski at Bellevue 1970 – Poetry Reading
- Bukowski 1973 – Californian KCET TV Documentary
- Supervan 1977 – Feature Film (Not based on Bukowski's work but Bukowski had cameo appearance as Wet T-Shirt Contest Water Boy)
- There's Gonna Be a God Damn Riot in Here – Filmed: 1979; DVD Release: 2008 – Poetry Reading
- The Last Straw – Filmed: 1980; DVD Release: 2008 – Poetry Reading
- Tales of Ordinary Madness – Feature Film
- Poetry In Motion 1982 – General Poetry Documentary
- Barfly 1987 – Feature Film
- Crazy Love 1987 – Feature Film (Belgium)
- Bukowski: Born Into This 2002 – Biographical Documentary
- Factotum 2005 – Feature Film
- The Suicide 2006 – Short film
- One Tough Mother 2010 Released on DVD – Poetry Reading
- Mermaid of Venice 2011